# ویسل‌لی بالا
ویسل‌لی بالا (ترکی آذربایجانی: Yuxarı Veysəlli) یک منطقهٔ مسکونی در جمهوری آرتساخ است که در استان مارتونی واقع شده‌است.